# Шароголовые кузнечики

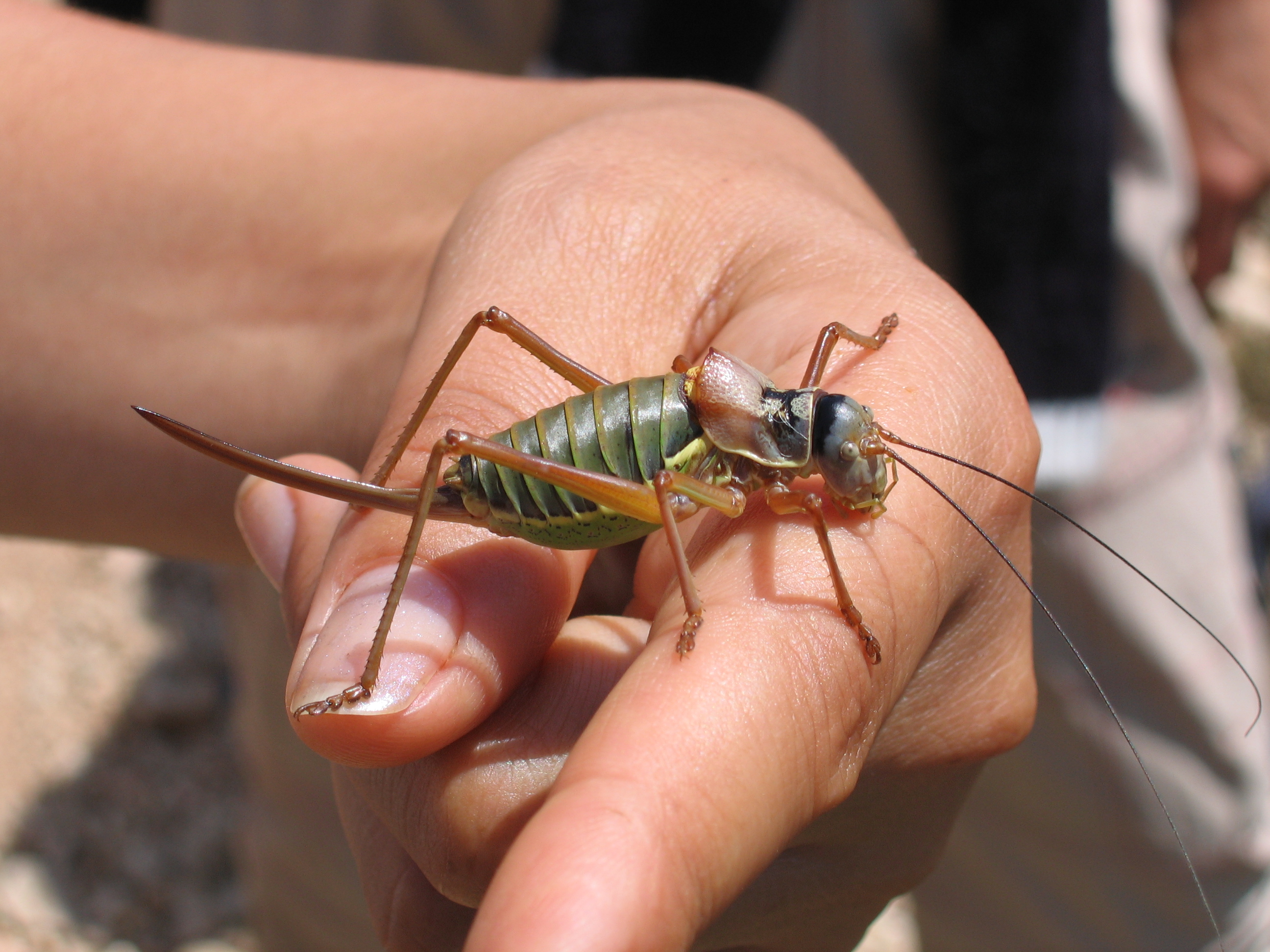
Ephippiger

Шароголовые кузнечики, или толстуны, или шароглавы, или брадипориды (лат. Bradyporinae) — подсемейство прямокрылых насекомых из надсемейства Tettigonioidea. Иногда рассматривается в качестве подсемейства Bradyporinae в составе семейства Tettigoniidae.

## Описание
Длинноусые прямокрылые с шаровидной головой. Усики прикрепляются ниже уровня глаз. Надкрылья укорочены. На передних голенях есть щелевидные отверстия тимпанального слухового органа. Для фауны СССР указывалось 7 родов. Евразия и Северная Африка. Степной или многобугорчатый толстун (лат. Bradyporus multituberculatus Fischer-Waldheim, 1833) включен в Красную книгу РФ и региональные красные книги, например в Читинской области.

## Систематика
3 трибы и около 15 родов. Группа (семейство), близкая к настоящим кузнечиковым Tettigoniidae, в состав которых их иногда включают в качестве подсемейства Bradyporinae.
- Bradyporini Burmeister, 1838[11]
  - Bradyporus Charpentier, 1825
    - Подрод Callimenus Fischer von Waldheim, 1830 (=Callimenidae)

  - Pycnogaster Graells, 1851
    - Подрод Bradygaster Bolívar, 1926
- Ephippigerini Brunner von Wattenwyl, 1878 (=Ephippigeridae)[12]
  - Baetica Bolívar, 1903
  - Callicrania Bolívar, 1898
  - Ephippiger Berthold, 1827
  - Ephippigerida Bolívar, 1903
  - Neocallicrania Pfau, 1996
  - Platystolus Bolívar, 1878
  - Praephippigera Bolívar, 1903
  - Steropleurus Bolívar, 1878
  - Uromenus Bolívar, 1878
- Zichyini Bolívar, 1901 (=Deracanthidae)[13]
  - Damalacantha Bei-Bienko, 1951
  - Deracantha Fischer von Waldheim, 1833
  - Deracanthella Bolívar, 1901
  - Deracanthina Bei-Bienko, 1951
  - Zichya Bolívar, 1901

## Некоторые виды
- Эфиппигер виноградный (Ephippiger ephippiger)
- Палласов толстун (Deracantha onos)
- Шароглав многобугорчатый (Толстун степной, Bradyporus multituberculatus)
- Дамалаканта вакка
- Севчук Лаксманна